# Digital Opportunity
Digital Opportunity – A Review of Intellectual Property and Growth, auch bekannt unter dem Namen Hargreaves Report oder Hargreaves Review, ist der Titel eines Berichts einer unabhängigen Kommission unter dem Medienwissenschaftler Ian Hargreaves über den Zustand des Urheber- und Patentrechts im Vereinigten Königreich. Die von David Cameron beauftragte Kommission schlägt umfangreiche Änderungen am Urheberrecht vor, wie etwa die Ausweitung der Privatkopie, eine bessere Nutzbarmachung von verwaisten Werken und eine Ausweitung der Schrankenbestimmungen des Urheberrechts auf Daten- und Textanalyse.
Der 130 Seiten starke Report erschien am 18. Mai 2011. Allgemein bemängelt er eine Urheberrechtspolitik, die stark durch Lobbyismus und den Einfluss der Unterhaltungsindustrie bestimmt ist. Er fordert eine stärkere Ausrichtung an tatsächlich nachweisbaren ökonomischen Folgen von Urheber- und Patentrecht.

## Entstehung
Die britische Regierung unter David Cameron gab den Report im November 2010 in Auftrag. Dabei zitierte Cameron die Google-Gründer dahingehend, dass Google niemals im Vereinigten Königreich gegründet hätte werden können. Besonders im Vereinigten Königreich ansässige Firmen wie Spotify und Last.fm würden sich regelmäßig beschweren, dass das britische Rechtssystem sie in ihren Geschäften behindere. Cameron zitierte unter anderem die Möglichkeit, eine Fair-Use-Bestimmung in das britische Urheberrecht aufzunehmen.
Die Auftragserteilung führte zu zahlreichen engagierten und entsetzten Reaktionen bei britischen Rechteinhabern.
Neben Hargreaves saßen der Medienmanager Tom Loosemore, Roger Burt von IBM, der Wirtschaftswissenschaftler David Gann, der britisch-amerikanische Rechtswissenschaftler James Boyle und der Ökonom Mark Schankerman in der Kommission, die sich monatlich traf.

## Inhalt
Die Autoren des Berichts empfehlen eine Änderung der strategischen Ausrichtung der Politik zum geistigen Eigentum (intellectual property). Insgesamt zeigen sie sich skeptisch gegenüber der derzeitigen Politik geistiger Eigentumsrechte, da sie Innovation und Wachstum behindere. Im Report wird wiederholt beklagt, dass Politik in diesem Bereich oft ohne empirische Grundlage stattfinde und Entscheidungen einseitig zum Schutz des geistigen Eigentums getroffen würden. Im Report wird darauf verwiesen, dass zahlreiche Gesetzesverschärfungen der letzten Jahrzehnte der Gesellschaft offensichtlich keinen Gewinn brachten, wie etwa diverse Verlängerungen des Schutzzeitraums, während dringende Reformen nicht stattfanden.
Die Autoren setzen sich eingehend mit dem Einfluss von Lobbyverbänden auf die Politikgestaltung auseinander. Zum einen beklagen sie den Einfluss der wenigen Rechteinhaber, für deren Geschäftsmodelle die Rechte zum Geistigen Eigentum essenziell sind, und die daher bereit sind, großen Aufwand für Lobbyismus zu betreiben. Zum anderen kritisieren sie, dass auch für die zahlreichen Konsumenten diese Rechte bis vor wenigen Jahren nur ein Nebenthema waren. Der Einfluss bestimmter Prominenter und geschickt agierender Unterhaltungsunternehmen habe den politischen Prozess verzerrt.
Im Report werden mehrere Empfehlungen gegeben:
- Man sieht ein großes Problem bei verwaisten Werken, also Werken, die faktisch unbenutzbar sind, weil der Inhaber der Rechte nicht mehr gefunden werden kann. Dafür schlägt man zum einen großzügige Ausnahmeregelungen vor, zum anderen eine Verwertungsgesellschaft, die verwaiste Werke auf einer einfachen Basis in großem Maßstab lizenzieren und mit eventuell später aufgefundenen Eigentümern abrechnen kann.[2]

- Man hält Fair-Use-Bestimmungen für ökonomisch sinnvoller als das europäische System der Schrankenbestimmungen.[6] Gegen die Meinung von Lionel Bentley kam die Kommission allerdings zu der Entscheidung, dass eine Fair-Use-Bestimmung nicht mit den EU-Richtlinien vereinbar wäre. Sie fordert dafür Ausnahmen im Urheberrecht, die es neuen, kleinen Unternehmen erlauben, im kreativen Bereich tätig zu werden. Man schlägt vor, alle Schrankenbestimmungen umzusetzen, die die EG-Richtlinien zulassen, und zudem eine weitere für Text- und Datenanalyse einzuführen.[2] Darunter fallen insbesondere ein besserer Schutz von Satiren und Parodien als im bisherigen britischen Gesetz und eine umfangreiche Ausweitung der Bestimmungen zur Privatkopie.[6]

- Das Vereinigte Königreich soll sich dafür einsetzen, in der EG eine offene Schrankenbestimmung durchzusetzen, die der Anpassung an neue Technologien dient. Im derzeitigen Zustand erschwere ein Dickicht verschiedener Rechte und Verwertungsgesellschaften oft kreative Innovation, und verstelle gerade jungen, erfindungsfreudigen Unternehmen den Weg.[1]

- Das Patentsystem wird als dringend reformbedürftig beschrieben. Effektivere Institutionen müssen ebenso geschaffen werden wie eine Möglichkeit, mit den auf die Patentämter einstürzenden Massen an Patenten umzugehen. Dazu ist unter anderem verstärkte internationale Zusammenarbeit nötig; man fordert die dringende Unterstützung des gemeinsamen europäischen Patents. Ebenso schlägt man eine deutliche Anhebung von Patentgebühren vor. Die Kommission beklagt den häufigen Missbrauch von Patenten zur Behinderung von Erfindungen und warnt davor, Patente auf nicht-technische Bereiche auszubreiten. Während Patente in Bereichen erfolgreich seien, in denen einzelne Innovationen für sich allein stehen (wie z. B. bei Medikamenten), behinderten sie oft Innovationen in Bereichen, in denen Wissen stark verschränkt ist (Software).[1] Das Intellectual Property Office soll auch kleinen und mittleren Unternehmen das Patentsystem voll zugänglich zu machen und diese umfangreich beraten.[2]

## Rezeption
Kurz vor Veröffentlichung des Hargreaves-Reports hat auch die irische Regierung einen ähnlichen Report in Auftrag gegeben.
Der Juraprofessor James Boyle, der selbst als Experte an der Formulierung des Reviews beteiligt war, sieht es als Erfolg, dass die zahlreichen Unzulänglichkeiten des aktuellen Geistigen-Eigentums-Regimes benannt seien und der Bericht zudem einfach umzusetzende Änderungsvorschläge enthält. Der Direktor der Weltorganisation für geistiges Eigentum, der Australier Francis Gurry, meinte, dass der Report weit über das Vereinigte Königreich hinaus Einfluss haben werde.
Die Financial Times kündigte in ihrer Vorberichterstattung bereits eine „Revolution“ an, während Mike Masnick von Tech Dirt, ausgesprochener Gegner der derzeitigen Urheberrechtsgesetzgebung, ihn für inhaltlich ausgezeichnet, aber politisch vermutlich komplett folgenlos hält.
Vertreter der etablierten Unterhaltungsindustrie wie die Creative Coalition Campaign bezeichneten als Erfolg, dass in dem Bericht keine Fair-Use-Bestimmungen gefordert werden, wobei sie von großen Unternehmen der Musikindustrie unterstützt wurden.